# Begriffsschrift
Begriffsschrift, česky pojmové písmo, je název tenké knížky o logice od Gottloba Fregeho, vydané v roce 1879. Plný název knihy zní Begriffsschrift, eine der arithmetischen nachgebildete Formelsprache des reinen Denkens (Jazyk formulí čistého myšlení, vystavěný podle jazyka aritmetiky. Kniha zavádí logický kalkul obsahující jako novinku kvantifikaci proměnných.

## Zavedený kalkul
Ve Fregeho kalkulu je devět axiomů, jež obhájil neformální argumentací: vzhledem k zamýšlenému významu vyjadřují intuitivní pravdy. Přeformulováno v současné notaci, axiomy jsou tyto:
1. {\displaystyle \vdash \ \ A\rightarrow \left(B\rightarrow A\right)}
2. {\displaystyle \vdash \ \ \left[\ A\rightarrow \left(B\rightarrow C\right)\ \right]\ \rightarrow \ \left[\ \left(A\rightarrow B\right)\rightarrow \left(A\rightarrow C\right)\ \right]}
3. {\displaystyle \vdash \ \ \left[\ D\rightarrow \left(B\rightarrow A\right)\ \right]\ \rightarrow \ \left[\ B\rightarrow \left(D\rightarrow A\right)\ \right]}
4. {\displaystyle \vdash \ \ \left(B\rightarrow A\right)\ \rightarrow \ \left(\lnot A\rightarrow \lnot B\right)}
5. {\displaystyle \vdash \ \ \lnot \lnot A\rightarrow A}
6. {\displaystyle \vdash \ \ A\rightarrow \lnot \lnot A}
7. {\displaystyle \vdash \ \ \left(c=d\right)\rightarrow \left(f(c)=f(d)\right)}
8. {\displaystyle \vdash \ \ c=c}
9. {\displaystyle \vdash \ \ \left(\ \forall a:f(a)\ \right)\ \rightarrow \ f(c)}